# Danh sách đĩa nhạc của Demi Lovato
Danh sách đĩa hát của Demi Lovato, ca sĩ nhạc pop rock người Mỹ.
Lovato xuất hiện lần đầu tiên trong vai trò thu âm năm 2008, trong soundtrack Camp Rock cho bộ phim cùng tên của kênh Disney. Vài tháng sau đó, cô đóng mở màn cho các Camp Rocker, Jonas Brothers và cho ra studio album đầu tiên, Don't Forget, xếp thứ 2 trong bảng xếp hạng Billboard 200. Sau đó, vào mùa hè 2009, Lovato thực hiện tour diễn đầu tiên và tiếp tục ra album thứ hai, Here We Go Again, xếp thứ nhất trong bảng xếp hạng Billboard 200.

## Albums

### Album phòng thu
| Tên                                                                           | Chi tiết                                                                                     | Vị trí xếp hạng cao nhất | Vị trí xếp hạng cao nhất | Vị trí xếp hạng cao nhất | Vị trí xếp hạng cao nhất | Vị trí xếp hạng cao nhất | Vị trí xếp hạng cao nhất | Vị trí xếp hạng cao nhất | Vị trí xếp hạng cao nhất | Vị trí xếp hạng cao nhất | Vị trí xếp hạng cao nhất | Chứng nhận     | Doanh số         |
| Tên                                                                           | Chi tiết                                                                                     | Mỹ                       | Úc                       | Bỉ                       | Canada                   | Đức                      | Nhật                     | Hà Lan                   | New Zealand              | Tây Ban Nha              | Anh                      | Chứng nhận     | Doanh số         |
| ----------------------------------------------------------------------------- | -------------------------------------------------------------------------------------------- | ------------------------ | ------------------------ | ------------------------ | ------------------------ | ------------------------ | ------------------------ | ------------------------ | ------------------------ | ------------------------ | ------------------------ | -------------- | ---------------- |
| Don't Forget                                                                  | - Phát hành: 23 tháng 9 năm 2008 - Hãng đĩa: Hollywood - Định dạng: CD, tải kĩ thuật số      | 2                        | —                        | —                        | 9                        | —                        | 116                      | —                        | 34                       | 13                       | 192                      | - Mỹ: Vàng     | - Mỹ: 513,000[A] |
| Here We Go Again                                                              | - Phát hành: 21 tháng 7 năm 2009 - Hãng đĩa: Hollywood - Định dạng: CD, tải kĩ thuật số      | 1                        | 40                       | 88                       | 5                        | —                        | 141                      | —                        | 10                       | 35                       | 199                      | - Brazil: Vàng | - Mỹ: 471,000[A] |
| Unbroken                                                                      | - Phát hành: ngày 20 tháng 9 năm 2011 - Hãng đĩa: Hollywood - Định dạng: CD, tải kĩ thuật số | 4                        | 20                       | 25                       | 4                        | 61                       | 271                      | 63                       | 3                        | 24                       | 45                       |                | - Mỹ: 335,000[A] |
| "—" Album không có mặt trên bảng xếp hạng hoặc không phát hành ở quốc gia đó. |                                                                                              |                          |                          |                          |                          |                          |                          |                          |                          |                          |                          |                |                  |

### Đĩa mở rộng
| Tên                     | Chi tiết                                                                               |
| ----------------------- | -------------------------------------------------------------------------------------- |
| Moves Me                | - Phát hành: 23 tháng 12 năm 2008 - Hãng đĩa: Well Go USA - Định dạng: Tải kĩ thuật số |
| iTunes Live from London | - Phát hành: 17 tháng 5 năm 2009 - Hãng đĩa: Hollywood - Định dạng: Tải kĩ thuật số    |

### Nhạc phim
| Tên                        | Chi tiết                                                                                  | Vị trí xếp hạng cao nhất | Vị trí xếp hạng cao nhất | Vị trí xếp hạng cao nhất | Vị trí xếp hạng cao nhất | Vị trí xếp hạng cao nhất | Vị trí xếp hạng cao nhất | Vị trí xếp hạng cao nhất | Vị trí xếp hạng cao nhất | Vị trí xếp hạng cao nhất | Chứng nhận                                                                         |
| Tên                        | Chi tiết                                                                                  | Mỹ                       | Mỹ OST                   | Mỹ Kids                  | Úc                       | Bỉ                       | Canada                   | Đức                      | New Zealand              | Tây Ban Nha              | Chứng nhận                                                                         |
| -------------------------- | ----------------------------------------------------------------------------------------- | ------------------------ | ------------------------ | ------------------------ | ------------------------ | ------------------------ | ------------------------ | ------------------------ | ------------------------ | ------------------------ | ---------------------------------------------------------------------------------- |
| Camp Rock                  | - Phát hành: 20 tháng 6 năm 2008 - Hãng đĩa: Walt Disney - Định dạng: CD, tải kĩ thuật số | 3                        | 1                        | 1                        | 13                       | —                        | 2                        | —                        | 5                        | 3                        | - Mỹ: Bạch kim - Pháp: Vàng - New Zealand: Vàng - Tây Ban Nha: Bạch kim - Anh: Bạc |
| Camp Rock 2: The Final Jam | - Phát hành: 10 tháng 8 năm 2010 - Hãng đĩa: Walt Disney - Định dạng: CD, tải kĩ thuật số | 3                        | 1                        | 1                        | —                        | 10                       | 4                        | 28                       | —                        | 4                        | - Mỹ: Vàng - Tây Ban Nha: Vàng                                                     |
| Sonny with a Chance        | - Phát hành: 5 tháng 10 năm 2010 - Hãng đĩa: Walt Disney - Định dạng: CD, tải kĩ thuật số | 163                      | 8                        | 3                        | —                        | —                        | —                        | —                        | —                        | —                        |                                                                                    |

### Album thu trực tiếp
| Tên                                  | Chi tiết                                                                                 |
| ------------------------------------ | ---------------------------------------------------------------------------------------- |
| Live: Walmart Soundcheck             | - Phát hành: 10 tháng 11 năm 2009 - Hãng đĩa: Hollywood - Định dạng: CD, tải kĩ thuật số |
| Camp Rock 2: Live Walmart Soundcheck | - Phát hành: 13 tháng 10 năm 2010 - Hãng đĩa: Hollywood - Định dạng: Tải kĩ thuật số     |

## Đĩa đơn

### Đĩa đơn solo
| Tên                                                                             | Năm  | Vị trí xếp hạng cao nhất | Vị trí xếp hạng cao nhất | Vị trí xếp hạng cao nhất | Vị trí xếp hạng cao nhất | Vị trí xếp hạng cao nhất | Vị trí xếp hạng cao nhất | Vị trí xếp hạng cao nhất | Vị trí xếp hạng cao nhất | Vị trí xếp hạng cao nhất | Vị trí xếp hạng cao nhất | Chứng nhận                | Thuộc album                |
| Tên                                                                             | Năm  | Mỹ                       | Úc                       | Áo                       | Bỉ                       | Canada                   | Đức                      | Ireland                  | New Zealand              | Thụy Sĩ                  | Anh                      | Chứng nhận                | Thuộc album                |
| ------------------------------------------------------------------------------- | ---- | ------------------------ | ------------------------ | ------------------------ | ------------------------ | ------------------------ | ------------------------ | ------------------------ | ------------------------ | ------------------------ | ------------------------ | ------------------------- | -------------------------- |
| "This Is Me" (song ca với Joe Jonas)                                            | 2008 | 9                        | 46                       | 18                       | —                        | 16                       | 36                       | 27                       | —                        | 39                       | 33                       |                           | Camp Rock                  |
| "Get Back"                                                                      | 2008 | 43                       | —                        | —                        | —                        | 93                       | —                        | —                        | —                        | —                        | —                        |                           | Don't Forget               |
| "La La Land"                                                                    | 2009 | 52                       | 76                       | —                        | —                        | —                        | 82                       | 30                       | —                        | —                        | 35                       |                           | Don't Forget               |
| "Here We Go Again"                                                              | 2009 | 15                       | —                        | —                        | —                        | 61                       | —                        | —                        | 38                       | —                        | —                        |                           | Here We Go Again           |
| "Remember December"                                                             | 2010 | —                        | —                        | —                        | —                        | —                        | —                        | —                        | —                        | —                        | 80                       |                           | Here We Go Again           |
| "Wouldn't Change a Thing"[B] (song ca với Joe Jonas hoặc Stanfour)              | 2010 | —                        | 110                      | 36                       | —                        | 90                       | 28                       | —                        | —                        | —                        | 71                       |                           | Camp Rock 2: The Final Jam |
| "Skyscraper"                                                                    | 2011 | 10                       | 45                       | —                        | 44                       | 18                       | —                        | 33                       | 9                        | 67                       | 32                       | - Mỹ: Bạch kim - Úc: Vàng | Unbroken                   |
| "Give Your Heart a Break"                                                       | 2012 | 19                       | —                        | —                        | 32                       | 43                       | 88                       | —                        | 9                        | —                        | 194                      | - Mỹ: Vàng                | Unbroken                   |
| "—" Đĩa đơn không có mặt trên bảng xếp hạng hoặc không phát hành ở quốc gia đó. |      |                          |                          |                          |                          |                          |                          |                          |                          |                          |                          |                           |                            |

### Đĩa đơn hợp tác
| Tên                                                                             | Năm  | Vị trí xếp hạng cao nhất | Vị trí xếp hạng cao nhất | Vị trí xếp hạng cao nhất | Vị trí xếp hạng cao nhất | Thuộc album |
| Tên                                                                             | Năm  | Mỹ                       | Áo                       | Canada                   | Anh                      | Thuộc album |
| ------------------------------------------------------------------------------- | ---- | ------------------------ | ------------------------ | ------------------------ | ------------------------ | ----------- |
| "We Rock" (với Cast of Camp Rock)                                               | 2008 | 33                       | 70                       | 41                       | 97                       | Camp Rock   |
| "We'll Be a Dream" (We the Kings hợp tác với Demi Lovato)                       | 2010 | 76                       | —                        | —                        | —                        | Smile Kid   |
| "Why Dont You Love Me" (Hot Chelle Rae hợp tác với Demi Lovato)                 | 2011 | —                        | —                        | —                        | —                        | Whatever    |
| "Don't Wanna Fall Again" (will.i.am hợp tác với Demi Lovato)                    | 2012 | —                        | —                        | —                        | —                        | #willpower  |
| "—" Đĩa đơn không có mặt trên bảng xếp hạng hoặc không phát hành ở quốc gia đó. |      |                          |                          |                          |                          |             |

## Đĩa đơn quảng bá
| Tên                                                                             | Năm  | Vị trí xếp hạng cao nhất | Vị trí xếp hạng cao nhất | Thuộc album                       |
| Tên                                                                             | Năm  | Mỹ                       | Anh                      | Thuộc album                       |
| ------------------------------------------------------------------------------- | ---- | ------------------------ | ------------------------ | --------------------------------- |
| "Send It On" (trong Disney's Friends for Change)                                | 2009 | 20                       | —                        | Đĩa đơn từ thiện                  |
| "Gift of a Friend"                                                              | 2009 | —                        | —                        | Tinker Bell and the Lost Treasure |
| "Bounce" (with Jonas Brothers & Big Rob)                                        | 2009 | —                        | —                        | Không thuộc album nào             |
| "Make a Wave" (song ca với Joe Jonas)                                           | 2010 | 84                       | —                        | Đĩa đơn từ thiện                  |
| "Can't Back Down"                                                               | 2010 | —                        | 178                      | Camp Rock 2: The Final Jam        |
| "It's On" (với Cast of Camp Rock)                                               | 2010 | —                        | —                        | Camp Rock 2: The Final Jam        |
| "Me, Myself and Time"[C]                                                        | 2010 | —                        | —                        | Sonny with a Chance               |
| "—" Đĩa đơn không có mặt trên bảng xếp hạng hoặc không phát hành ở quốc gia đó. |      |                          |                          |                                   |

## Các bài hát khác
| Tên                                                                             | Năm  | Vị trí xếp hạng cao nhất | Vị trí xếp hạng cao nhất | Vị trí xếp hạng cao nhất | Thuộc album             |
| Tên                                                                             | Năm  | Mỹ                       | Canada                   | Nam Triều Tiên           | Thuộc album             |
| ------------------------------------------------------------------------------- | ---- | ------------------------ | ------------------------ | ------------------------ | ----------------------- |
| "Who Will I Be"[D]                                                              | 2008 | —                        | 80                       | —                        | Camp Rock               |
| "On the Line" (song ca với Jonas Brothers)                                      | 2008 | 100                      | —                        | —                        | Don't Forget            |
| "Don't Forget"                                                                  | 2009 | 41                       | 76                       | —                        | Don't Forget            |
| "One and the Same" (song ca với Selena Gomez)                                   | 2009 | 82                       | —                        | —                        | Disney Channel Playlist |
| "Catch Me"                                                                      | 2009 | 89                       | —                        | —                        | Here We Go Again        |
| "Fix a Heart"                                                                   | 2011 | 69                       | 78                       | —                        | Unbroken                |
| "Unbroken"                                                                      | 2011 | 98                       | —                        | —                        | Unbroken                |
| "Mistake"                                                                       | 2011 | —                        | —                        | 91                       | Unbroken                |
| "—" Ca khúc không có mặt trên bảng xếp hạng hoặc không phát hành ở quốc gia đó. |      |                          |                          |                          |                         |

## Video âm nhạc
| Tên                       | Năm  | Đạo diễn                       | Ca sĩ                                |
| ------------------------- | ---- | ------------------------------ | ------------------------------------ |
| "Get Back"                | 2008 | Philip Andelman                | Demi Lovato                          |
| "La La Land"              | 2008 | Brendan Malloy and Tim Wheeler | Demi Lovato                          |
| "Lo Que Soy"              | 2009 |                                | Demi Lovato                          |
| "Don't Forget"            | 2009 | Robert Hales                   | Demi Lovato                          |
| "One and the Same"        | 2009 | Allison Liddi-Brown            | Demi Lovato & Selena Gomez           |
| "Here We Go Again"        | 2009 | Brendan Malloy and Tim Wheeler | Demi Lovato                          |
| "Send It On"              | 2009 |                                | Disney's Friends for Change          |
| "Gift of a Friend"        | 2009 |                                | Demi Lovato                          |
| "Bounce"                  | 2009 | JBD Productions Music          | Jonas Brothers & Demi Lovato         |
| "Remember December"       | 2009 | Tim Wheeler                    | Demi Lovato                          |
| "We'll Be a Dream"        | 2010 | Raul B. Fernandez              | We the Kings hợp tác với Demi Lovato |
| "Make a Wave"             | 2010 |                                | Demi Lovato & Joe Jonas              |
| "It's On"                 | 2010 | Brandon Dickerson              | Camp Rock 2                          |
| "Skyscraper"              | 2011 | Mark Pellington                | Demi Lovato                          |
| "Give Your Heart a Break" | 2012 | Justin Francis                 | Demi Lovato                          |